# Démons (chanson d'Angèle)
Singles de Angèle
Bruxelles je t'aime
(2021) Libre
(2022)
Démons est une chanson de l'auteure-compositrice-interprète belge Angèle en featuring avec le rappeur belge Damso, sortie le 3 décembre 2021 en tant que deuxième single de l'album Nonante-Cinq,.
La station radio Virgin Radio supprime le couplet de Damso ; certains internautes y voyant une forme de censure, le directeur justifie ce choix en alléguant le fait que Virgin Radio est spécialisée dans le pop-rock, et ne diffuse pas de rap.

## Clip vidéo
Le clip est réalisé par Scotty Simper et sort le 3 décembre 2021 sur YouTube,. Le 17 décembre 2021, un making-of du clip a été publié sur la chaîne YouTube officielle d'Angèle.
Le 1er mars 2022 sort une version live orchestrale de Démons tournée au musée des Beaux-Arts de Paris.

## Classements hebdomadaires
| Classement (2021)                       | Meilleure position |
| --------------------------------------- | ------------------ |
| France (SNEP)                           | 5                  |
| Belgique (Wallonie Ultratop 50 Singles) | 2                  |
| Suisse (Schweizer Hitparade)            | 31                 |

## Certification
Le 24 janvier 2022, le morceau est certifié single d'or en France, par le SNEP, avec plus de 15 000 000 de streams.
Le 10 mars 2022, il est certifié single de platine avec plus de 30 millions de streams. Le 7 juin 2022, Démons est certifié single de diamant par le SNEP (Syndicat national de l'édition phonographique).
| Région                                                                                                 | Certification | Ventes/Streams |
| --- | ------------- | -------------- |
| France (SNEP)                                                                                          | Diamant       | 50 000 000*    |
| Belgique (BEA)                                                                                         | Platine       | 20 000*        |
| *Ventes selon la certification ^Mise en rayon selon la certification xNon précisé par la certification |               |                |